# Heterocallia normata
Heterocallia normata är en fjärilsart som beskrevs av Alphéraky 1892. Heterocallia normata ingår i släktet Heterocallia och familjen mätare. Inga underarter finns listade i Catalogue of Life.